# Mechwarrior
Mechwarrior, i Japan känt som Battletech (バトルテック?), är ett skjutspel till SNES.

## Handling
Huvudkaraktären Herras skall strid mot den militära gruppen "The Dark Wing Lance", som dödade hans familj.

### Fotnoter
1. ↑  ”Mechwarrior” (på svenska). Super Power (Solna) (5 1995). maj 1995. Läst 25 april 2014.